# Байромвілл (Джорджія)
Байромвілл (англ. Byromville) — місто (англ. town) в США, в окрузі Дулі штату Джорджія. Населення — 422 особи (2020).

## Географія
Байромвілл розташований за координатами 32°12′6″ пн. ш. 83°54′26″ зх. д. / 32.20167° пн. ш. 83.90722° зх. д. (32.201633, -83.907239).  За даними Бюро перепису населення США в 2010 році місто мало площу 0,94 км², уся площа — суходіл.

## Демографія
Згідно з переписом 2010 року, у місті мешкало 546 осіб у 197 домогосподарствах у складі 121 родини. Густота населення становила 582 особи/км².  Було 235 помешкань (251/км²).
Расовий склад населення:
| - 49,3 % — чорних або афроамериканців - 44,3 % — білих - 0,2 % — азіатів - 6,0 % — осіб інших рас |

До двох чи більше рас належало 0,2 %. Частка іспаномовних становила 13,9 % від усіх жителів.
За віковим діапазоном населення розподілялося таким чином: 24,0 % — особи молодші 18 років, 57,1 % — особи у віці 18—64 років, 18,9 % — особи у віці 65 років та старші. Медіана віку мешканця становила 40,3 року. На 100 осіб жіночої статі у місті припадало 97,1 чоловіків;  на 100 жінок у віці від 18 років та старших — 93,0 чоловіків також старших 18 років.
Середній дохід на одне домашнє господарство  становив 31 503 долари США (медіана — 24 167), а середній дохід на одну сім'ю — 39 928 доларів (медіана — 37 083). За межею бідності перебувало 31,9 % осіб, у тому числі 59,7 % дітей у віці до 18 років та 19,0 % осіб у віці 65 років та старших.
Цивільне працевлаштоване населення становило 153 особи. Основні галузі зайнятості: освіта, охорона здоров'я та соціальна допомога — 30,1 %, виробництво — 20,9 %, публічна адміністрація — 19,6 %.